# 科雷古-丰杜
科雷古-丰杜是巴西米纳斯吉拉斯州的一个市镇。总面积105.387平方公里，总人口5635人，人口密度53.5人/平方公里。